# Veronica evenosa
Veronica evenosa är en grobladsväxtart som beskrevs av Donald Petrie. Veronica evenosa ingår i släktet veronikor, och familjen grobladsväxter. Inga underarter finns listade i Catalogue of Life.